# Coteaux-du-grésivaudan
Un coteaux-du-grésivaudan est un vin de pays français produit en Isère dans la vallée du Grésivaudan, essentiellement sur les contreforts est et sud du massif de la Chartreuse.

## Histoire

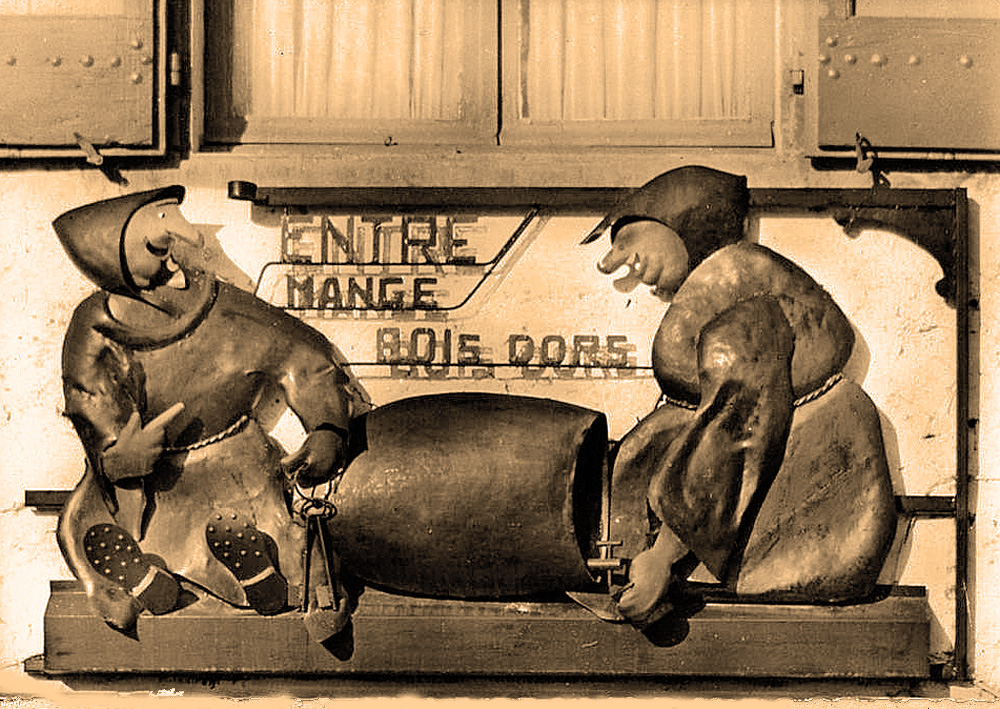
Enseigne d'une auberge à Tullins datée du XVe siècle

Cette dénomination, qui date de 1981, a été remplacée depuis 2011 par l'indication géographique protégée (IGP) Isère complétée du nom de l'unité géographique Coteaux du Grésivaudan.

## Géographie

### Orographie et géologie
Les vignobles s'étirent sur les contreforts est du massif de la Chartreuse dans la vallée du Grésivaudan, depuis Barraux au nord jusqu'à Meylan dans la banlieue de Grenoble. Également sur les contreforts sud-ouest de la Chartreuse, depuis Saint-Martin-Le-Vinoux jusqu'au Voironnais. Des vignobles se trouvent également sur les contreforts ouest du massif de Belledonne, et contreforts nord du massif du Vercors ; ainsi qu'au sud de Grenoble (Vif). Les terrains sont en majorité des éboulis calcaires ainsi que des dépôts morainiques, bien drainés.
Le terroir viticole du Grésivaudan est situé dans une ancienne vallée glaciaire entre les massifs de la Chartreuse, de Belledonne, et du Vercors. Les vignes sont implantés sur leurs contreforts avec une exposition sud-est qui leur assure un bon ensoleillement. Les jours sont parmi les plus chauds de France et des nuits soumises à une fraîcheur qui descend des monts. Les sols sont le plus souvent constitués de terrasses glaciaires et d’éboulis argilo-calcaires très filtrants.
Cette diversité climatique, topographique et pédologique caractérise les « Coteaux du Grésivaudan » au sein du label Isère (IGP).

## Vignoble

### Présentation

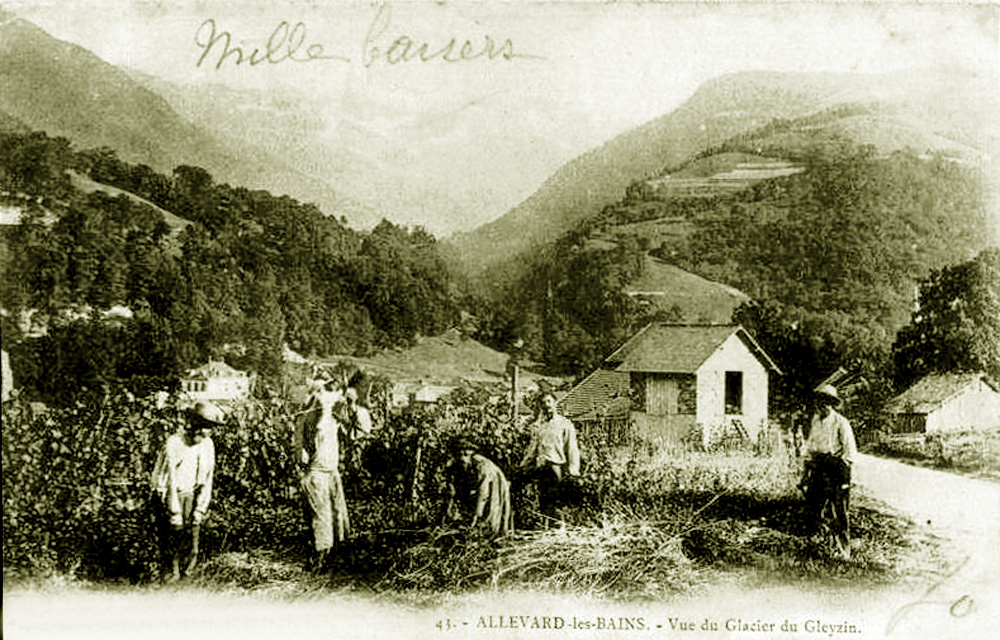
Vendanges à Allevard-les-Bains

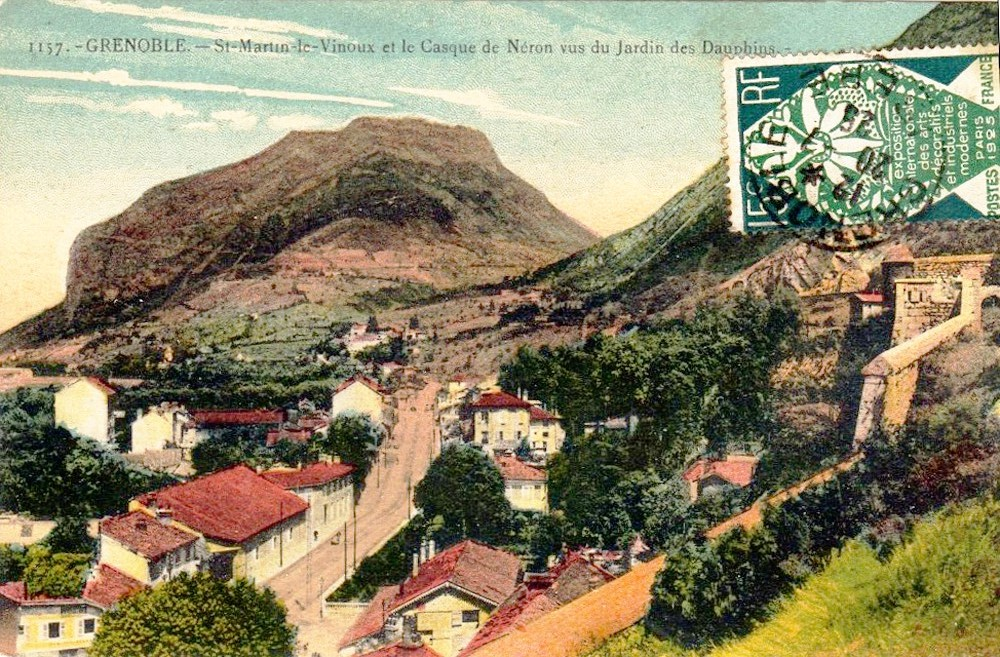
Saint-Martin-le-Vinoux et son vignoble sur le Casque de Néron en 1925

Les vignobles pouvant revendiquer pour leurs vins le label IGP se trouvent sur les communes de :

Les Adrets, Allevard, Barraux, Beaucroissant, Bernin, La Buisse, La Buissière, Le Champ-près-Froges, Chamrousse, Chapareillan, La Chapelle-du-Bard, Charnècles, Le Cheylas, Claix, La Combe-de-Lancey, Corenc, Coublevie, Cras, Crolles, Domène, La Flachère, Fontaine, Fontanil-Cornillon, Froges, Gières, Goncelin, Le Gua, Hurtières, Izeaux, Laval, Lumbin, Meylan, Moirans, Morêtel-de-Mailles, Morette, Le Moutaret, La Murette, Murianette, Noyarey, La Pierre, Poliénas, Le Pont-de-Claix, Pontcharra, Quincieu, Réaumont, Renage, Revel, Rives, La Rivière, Saint-Blaise-du-Buis, Saint-Cassien, Saint-Égrève, Saint-Étienne-de-Crossey, Saint-Jean-de-Moirans, Saint-Jean-le-Vieux, Saint-Martin-d'Uriage, Saint-Martin-le-Vinoux, Saint-Maximin, Saint-Mury-Monteymond, Saint-Paul-d'Izeaux, Saint-Paul-de-Varces, Saint-Pierre-d'Allevard, Saint-Quentin-sur-Isère, Saint-Vincent-de-Mercuze, Sainte-Agnès, Sainte-Marie-d'Alloix, Sassenage, Tencin, La Terrasse, Theys, Le Touvet, La Tronche, Tullins, Varces-Allières-et-Risset, Vatilieu, Venon, Le Versoud, Veurey-Voroize, Vif, Villard-Bonnot, Voiron, Voreppe, Vourey, La Chapelle-Blanche et Laissaud.

### Types de vin

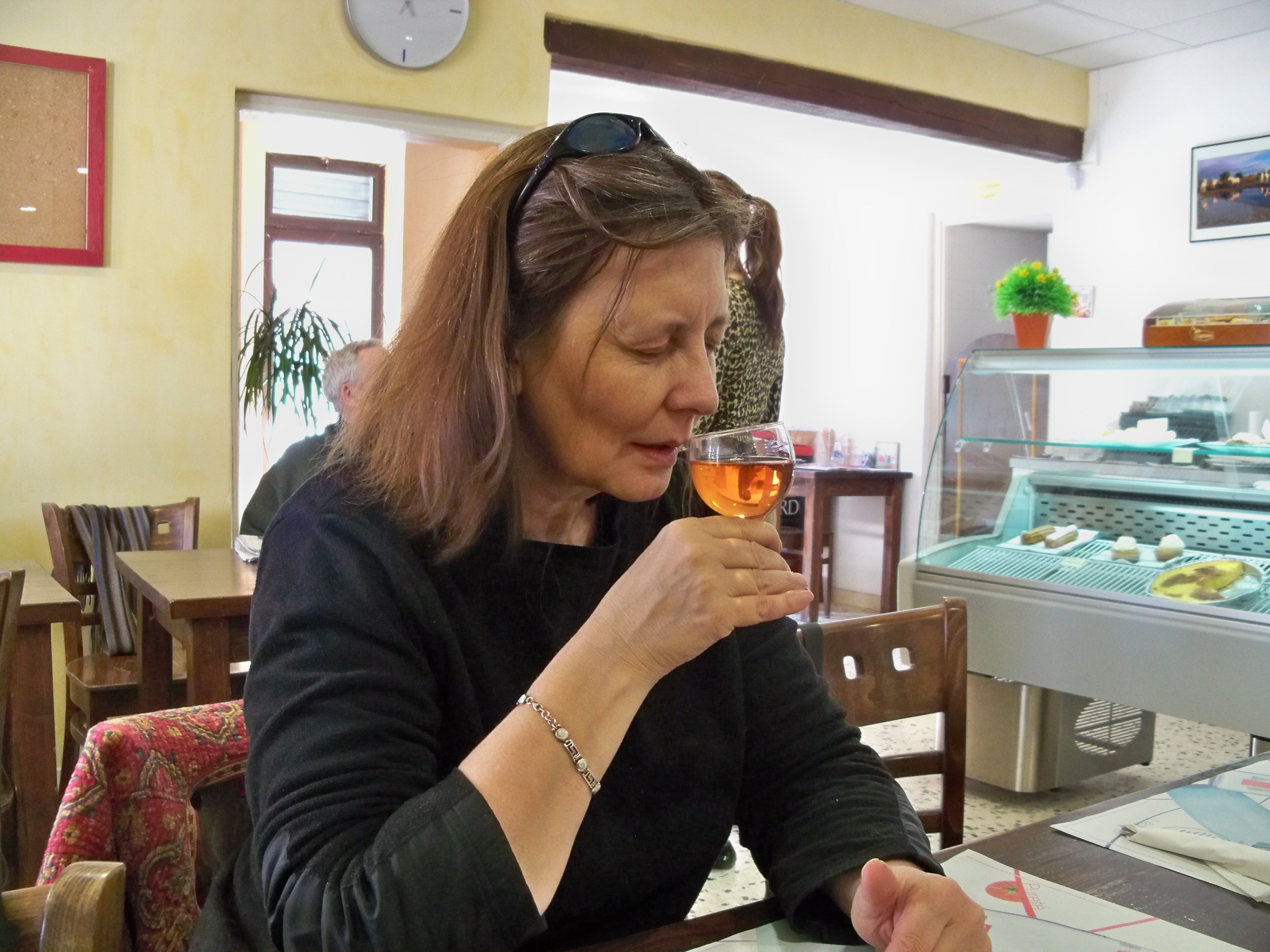
Humer un vin rosé

Dans ce secteur, l'amplitude thermique permet de vinifier des vins blancs ayant un bon équilibre gras/acidité, aux notes minérales et aux arômes très fins où se retrouvent les senteurs et d'agrumes et de fleur blanche. Pour ce vin, Luc Chatain, Sommelier Conseil diplômé de l'Université du vin de Suze-la-Rousse, indique « Vin jaune or assez soutenu avec des reflets or, limpide, brillant, fluide. Vin aromatique, typé, élégant, riche à complexe. Odeurs de torréfaction: vanillé, grillé, fumée, de pain chaud ; de fruits : poire, pêche, amande ; de fleurs: fleurs des prés, pommier ; d'épices, d'aromates: laurier, clou de girofle ; d'agrume : citron ; minéral : silex, fumée. En rétro-olfaction, arômes de torréfaction: grillé, fumée, pain grillé ; de fruits : amande, pomme, abricot ; minéral : fumée, suie ; d'agrume : citron ; d'épices : clou de girofle, muscade ; de fleurs: fleurs blanches, fleur de pommier. Vin frais à vif, léger à généreux, ferme, bonne matière, bon équilibre en bouche. Vin à boire ou à garder de 2 à 3 ans. ».
La palette aromatique des vins rouges, en fonction des cépages vinifiés, est composée de notes épicées, avec une belle structure tannique jointe à une robe rouge profonde.
Le gamay, cépage rouge le plus important dans ce terroir, est la base du vin rosé de l'IGP. Ce cépage, vinifié en rosé par pressurage direct, donne un vin fruité et facile à boire, qui est plaisant pour accompagner nombre de mets.

### Encépagement

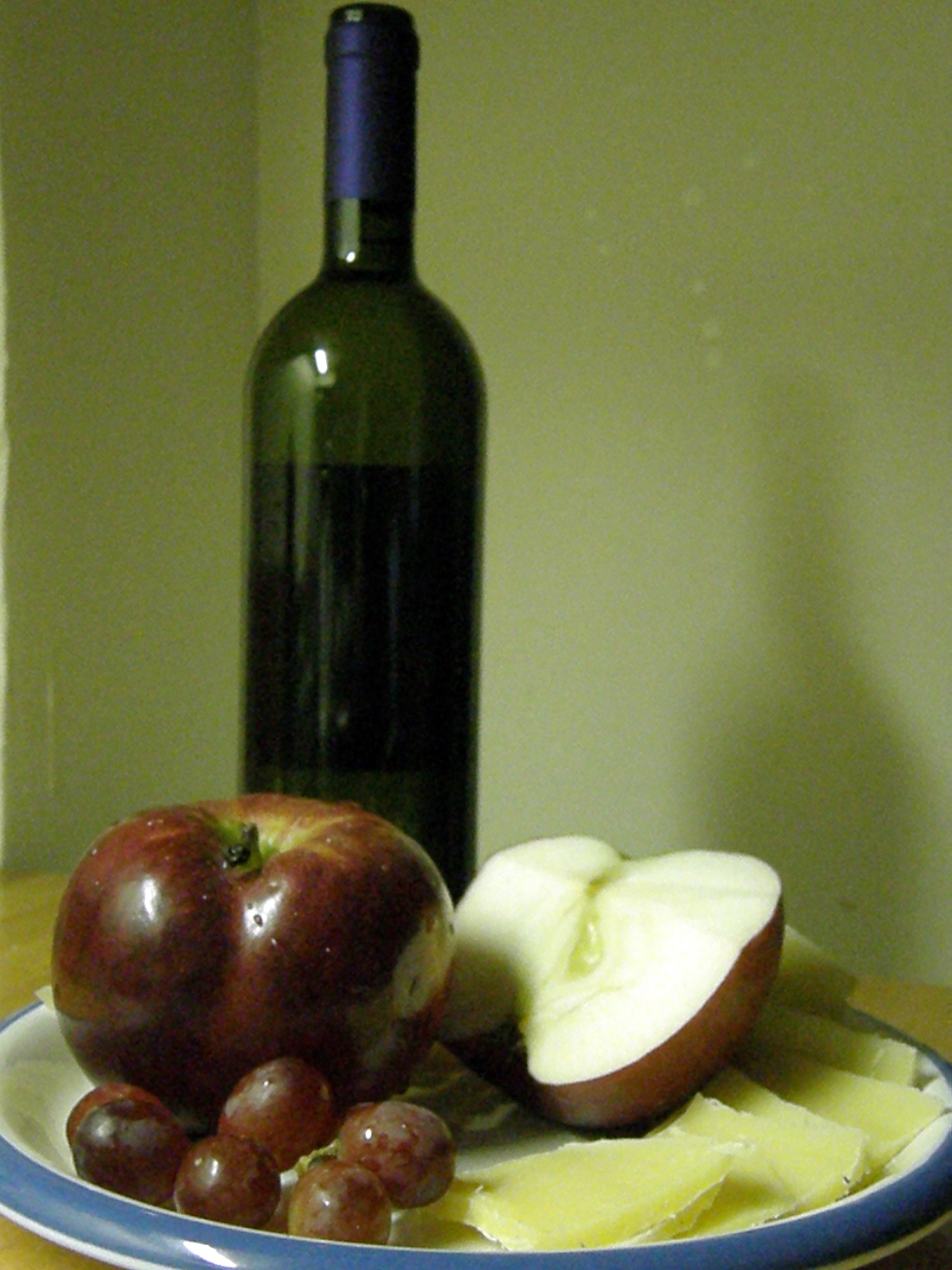
Coteaux du grésivaudan rouge

Les cépages les plus souvent utilisés sont  : 
- Vins rouges et rosés :
  - cépages autorisés : étraire de la Dhuy N, gamay noir à jus blanc, joubertin N, mècle N, pinot N, persan N, mondeuse N, syrah N, servanin N, corbeau N
  - cépages tolérés (pendant 25 ans) : cabernet sauvignon N, merlot N, gamay chaudenay et gamay de bouze

- Vins blancs :
  - cépages autorisés : altesse B, arvine B, chardonnay B, jacquère B, verdesse B, pinot gris, viognier B, roussanne B, velteliner rouge précoce, mondeuse B
  - cépages tolérés (pendant 25 ans) : aligoté B

### Pratiques culturales et réglementaires
Le rendement maximal est de 80 hectolitres par hectare. Le titre alcoométrique volumique naturel minimal est de 9,5 %.

### Structure des exploitations
La production annuelle est de moins de 1000 hectolitres, réalisée par quelques dizaines de vignerons, et par une seule cave coopérative située à Bernin.